# 琵雅·道韦斯

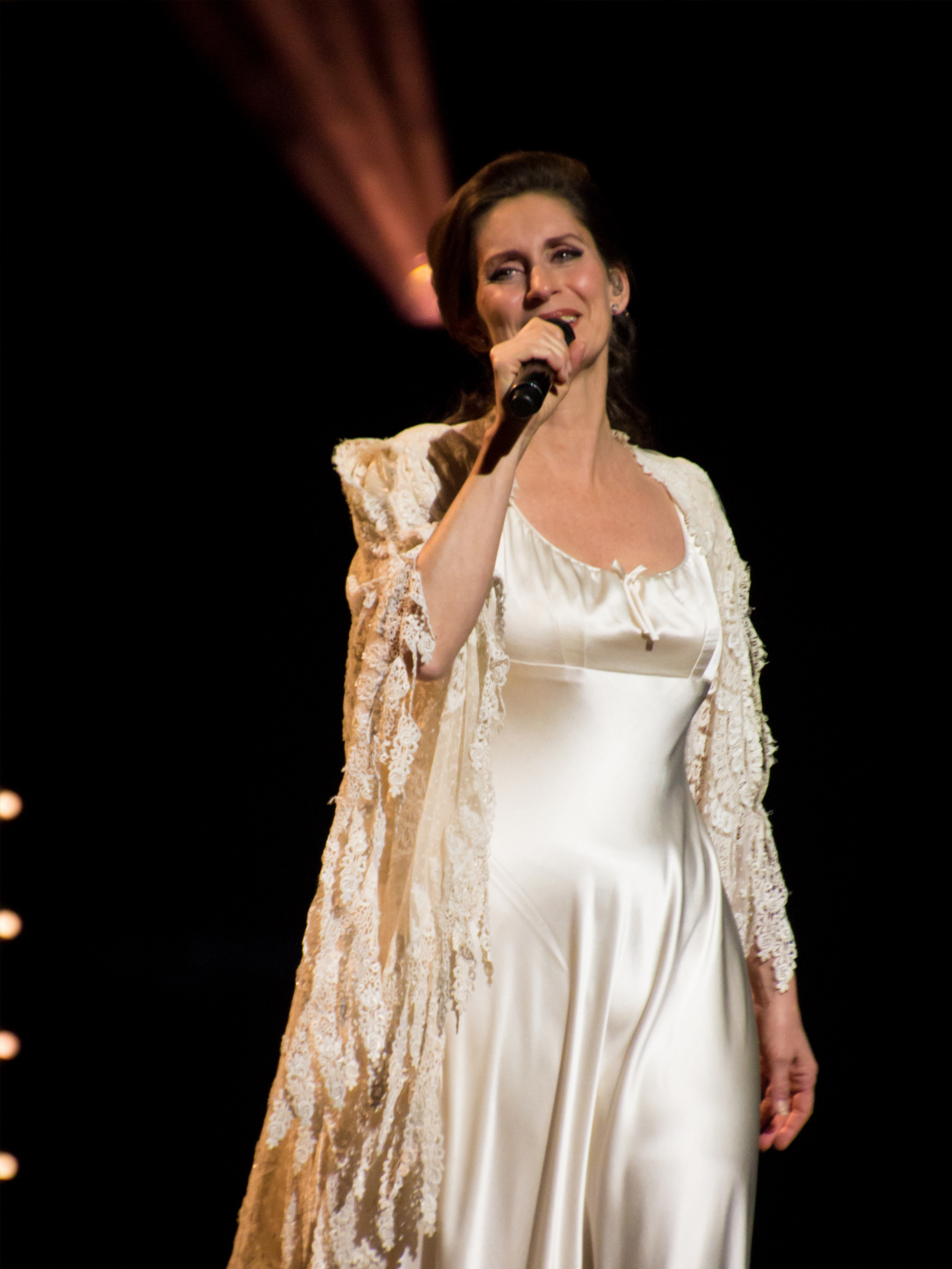
琵雅·道韦斯

琵雅·道韦斯（荷蘭語：Pia Douwes；1964年8月5日—）是一位荷兰音乐剧女演员，活跃于欧洲的音乐剧界。她曾多次在德语音乐剧《伊丽莎白》中扮演奥地利皇后伊丽莎白。